# Hráč (román)
Hráč (rusky Игрок) je román ruského spisovatele Fjodora Michajloviče Dostojevského. Kniha poprvé vyšla roku 1866. Román je částečně autobiografický, jelikož do něj autor promítá svou vlastní hráčskou vášeň. Původně chtěl Dostojevský své dílo nazvat Rulettenburk. To byl krycí název pro německé lázně Wiesbaden, které byly známé jako hráčské středisko, do kterého se sjížděli aristokraté a dobrodruzi z celého světa.

## Děj
Hlavní postavou je mladík Alexej Ivanovič, který je učitelem v rodině generála ve výslužbě. S jeho rodinou cestuje po Evropě. Celá rodina zároveň čeká na smrt babičky, po které má zůstat obrovské dědictví. Alexej je zamilovaný do nevlastní dcery generála jménem Polina. Ta ho ovšem všelijak zkouší a sbližuje se s francouzským markýzem des Grieux. V té době přijíždí do města také babička, která je zcela zdravá. Ráda hraje ve zdejším kasinu ruletu a rozhazuje tak své jmění, na které si rodina dělá zálusk. Po svých prohrách nakonec odjíždí pryč. Polina se svěřuje Alexejovi, že potřebuje, aby pro ni vyhrál v ruletě peníze. Tomu se nejprve nedaří, ale nakonec přeci jen vyhraje značnou sumu peněz. Polina si od něj nakonec peníze nevezme a odchází od něj. Alexej nepřestává hrát, a nakonec končí závislým na ruletě a bez peněz. V závěru románu se také dozvídá, že ho Polina ve skutečnosti celou dobu milovala.

## Přijetí díla a interpretace
Román býval v porovnání s ostatními Dostojevského díly chápan jako dílo slabé úrovně. Postupem času se však jednotlivé názory začaly měnit a další interpretace již více přihlížejí k okolnostem vzniku samotného díla. Román psal Dostojevskij po smrti bratra Michaila, kdy se dostal do finanční krize. Kvůli ní následně prodal práva k soubornému vydání všech jeho děl nakladateli Stělovskému. Ten ho požádal také o to, aby Dostojevskij napsal román o určitém počtu stran, který měl v krátké době odevzdat. V té době dokončoval své dílo Zločin a trest, které odložil, a naplno se věnoval psaní Hráče. Samotné dílo autor nemohl ze zdravotních důvodů psát, a proto byl nucen ho diktovat. Román nadiktoval své budoucí ženě Anně Grigorjevně Snitkinové, studentce stenografie, za pouhých dvacet šest dní a svůj úkol tak splnil.
Autor zde vyobrazuje život Rusů v cizině, kteří jsou odtrženi od rodné země a jejich způsob života se liší oproti životu lidí žijících v jejich vlasti. Druhým výrazným motivem v díle je ruleta. Ta dopomáhá dílu získat jistou karnevalovost, která je principem každé hry. Symboly hry byly totiž vždy součást systému karnevalových symbolů. Dostojevskij při hře často spojoval lidi různého postavení u jednoho hracího stolu. Ti jsou si zde v rámci štěstí a náhody rovni.